# 貴水博之
貴水 博之（たかみ ひろゆき、1969年6月3日 - ）は、日本の歌手、俳優。ぐあんばーる所属。浅倉大介とのユニットaccessのボーカリスト。埼玉県出身。埼玉県立所沢西高等学校卒業。大東文化大学国際関係学部中退。身長176cm。血液型B型。本名は福田 博幸（ふくだ ひろゆき）。

## 来歴
1989年8月、SHERRY、SHO、MAKOTO、MICKEYとのバンドHOT SOXのボーカルとしてシングル「HANDY MAN」でデビュー。シングル1枚、アルバム1枚をリリースし解散。1991年3月、シングル「GRIEVOUS RAIN」でソロデビュー。年内にシングル1枚、アルバム1枚をリリース。1992年9月、浅倉大介のアルバム『D-Trick』にゲストボーカルとして参加。
同年11月、浅倉大介とのユニットaccessのボーカルとしてシングル「Virgin Emotion」でデビュー。1993年2月、アルバム『FAST ACCESS』がオリコン2位を記録し初のトップ10入り。同年12月、アルバム『ACCESS II』で日本レコード大賞ベストアルバム賞を受賞。1994年5月、アルバム『DELICATE PLANET』が初のオリコン1位を記録。同年12月、「SCANDALOUS BLUE」でNHK紅白歌合戦に出場。1995年1月の活動休止までに11枚のシングル、3枚のアルバムをリリースした。
1995年9月、シングル「I & I」でソロ活動を再開。以降、2001年までに10枚のシングル、3枚のアルバムをリリース。2002年1月、シングル「Only the love survive」でaccessとしての活動を再開。以降、2003年までに3枚のシングル、2枚のアルバムをリリースした。2004年5月、HIRO☆TAKAMI名義でシングル「SILENT MOON」をリリース。
2007年1月、ミニアルバム『diamond cycle』でaccessとしての活動を再開。以降、2017年12月現在までに14枚のシングル、3枚のアルバムをリリースしているほか、並行して2011年10月にはソロシングル「Eternal Sky」、2018年8月にはソロアルバム「Gimmick Zone」、2019年8月にはソロアルバム『ワイルドタマシイ』をリリースしている。

## 人物
子役時代があり、NHK連続テレビ小説『ロマンス』に主演の榎木孝明の子供時代役を演じていた。また、榊原郁恵が主演していた舞台ピーターパンにも出演していた。
2000年代から俳優としても活動し、2017年に放送された、『仮面ライダーエグゼイド』で檀正宗／仮面ライダークロノス役を演じた。Twitterのアカウントで自身が演じたキャラクターのネタを入れ込んでいた。幼少期は『仮面ライダーアマゾン』を熱心に観ており、親にねだって変身ベルトや絵本を買ってもらったこともあったという。
2023年9月11日に自身のX（旧Twitter）にて、父が亡くなったことを報告。貴水は本名と連名の文書を発表し、「全力で生きた人だったので、きっとこれから更なる良き世界へ向かうのだと思います。生前よりお世話になりました皆様、ありがとうございました。父の背中を見て学んだ数々の教えを胸に、より一層精進して参りたいと思います」とした。

## ディスコグラフィ

### シングル
|      | 発売日         | タイトル                 | 楽曲制作                                          | 最高位 |
| ---- | -------------- | ------------------------ | ------------------------------------------------- | ------ |
| －   | 1991年3月5日   | GRIEVOUS RAIN            | 作詞：久和カノン 作曲：大堀薫 編曲：遠山裕        | 圏外   |
| 1st  | 1995年9月1日   | I & I                    | 作詞：貴水博之 作曲：寺田一郎 編曲：CHOKKAKU      | 8位    |
| 2nd  | 1995年10月25日 | 目を覚ませ               | 作詞：貴水博之 作曲：ZAKI 編曲：ZAKI              | 15位   |
| 3rd  | 1995年12月6日  | 教えて                   | 作詞：貴水博之 作曲：貴水博之 編曲：CHOKKAKU      | 13位   |
| 4th  | 1996年3月11日  | LABYRINTH 〜ラビリンス〜 | 作詞：貴水博之 作曲：飯田建彦 編曲：CHOKKAKU      | 14位   |
| 5th  | 1996年9月21日  | ? (question)             | 作詞：貴水博之 作曲：原一博 編曲：武部聡志        | 29位   |
| 6th  | 1997年8月21日  | NAKED                    | 作詞：貴水博之 作曲：J's Stack 編曲：海福知弘     | 39位   |
| 7th  | 1997年11月7日  | GOLD VIBRATION           | 作詞：貴水博之 作曲：Cou-Me 編曲：Cou-Me          | 56位   |
| 8th  | 1999年2月17日  | ride on love.            | 作詞：貴水博之 作曲：春畑道哉 編曲：春畑道哉      | 30位   |
| 9th  | 1999年5月19日  | Believe,                 | 作詞：貴水博之 作曲：春畑道哉 編曲：佐久間正英    | 35位   |
| 10th | 2001年9月5日   | Super Goddess            | 作詞：貴水博之 作曲：春畑道哉 編曲：春畑道哉      | 60位   |
| 11th | 2004年5月26日  | SILENT MOON              | 作詞：貴水博之 作曲：YAMACHI 編曲：HΛL            | 49位   |
| 12th | 2011年10月26日 | Eternal Sky              | 作詞：貴水博之&尾上文 作曲：島野聡 編曲：三枝成彰 | 76位   |

### 配信限定シングル
| 発売日        | タイトル                           | レーベル       |
| ------------- | ---------------------------------- | -------------- |
| 2021年4月11日 | GAME CHANGER Short Ver.            | avex           |
| 2023年1月26日 | Let it Bounce c/w Knights of Peace | Genius Records |
| 2023年8月28日 | Heavenly Soar c/w Mystic Allure    | Genius Records |

### アルバム
|     | 発売日         | タイトル          | 最高位 |
| --- | -------------- | ----------------- | ------ |
| －  | 1991年5月21日  | Saturation Flower | 圏外   |
| 1st | 1995年12月20日 | SUN               | 12位   |
| 2nd | 1996年10月23日 | WALL              | 25位   |
| 3rd | 1997年12月17日 | GROW              | 60位   |
| 4th | 2018年8月22日  | Gimmick Zone      | 31位   |

ミニアルバム
|     | 発売日        | タイトル         | 最高位 |
| --- | ------------- | ---------------- | ------ |
| 1st | 1996年4月25日 | LABYRINTH        | 10位   |
| 2nd | 2019年8月28日 | ワイルドタマシイ | 20位   |

ベストアルバム
|     | 発売日        | タイトル         | 最高位 |
| --- | ------------- | ---------------- | ------ |
| 1st | 1998年6月24日 | HIRO THE BEST    | 81位   |
| 2nd | 2010年9月29日 | Best Destination | 42位   |

### 参加作品
- 浅倉大介『D-Trick』（1992年9月2日）
  - 「1000年の誓い」
  - 「COSMIC RUNAWAY」
  - 「Toy Box In The Morning」
- 浅倉大介『ELECTROMANCER』（1995年7月12日）
  - 「SPACE PARADISE」（コーラス）
- Various Artists『しまじろうヘソカ ヒットソングコレクション!!』（2011年4月6日）
  - 「サン!サン!サマー!」
- Various Artists『クラシカロイド MUSIK Collection Vol.4』（2017年12月13日）
  - 「愛の鐘 〜ラ・カンパネラより〜」

## ユニット

### HOT SOX
シングル
- HANDY MAN（1989年8月25日）

アルバム
- PARTY'S PARTY（1989年8月25日）

### access
詳細はaccessを参照。

## 楽曲提供
- TOMO★
  - 「いいことなぁ〜い?」（作曲）

## タイアップ一覧
| 楽曲                         | タイアップ |
| ---------------------------- | --- |
| GRIEVOUS RAIN                | TX系アニメ「ゲッターロボ號」EDテーマ                                                                                   |
| 21世紀少年(21st century boy) | TX系アニメ「ゲッターロボ號」OPテーマ                                                                                   |
| I&I                          | ANB系「ビートたけしのTVタックル」EDテーマ                                                                              |
| 目を覚ませ                   | ANB系「チャンネル99」EDテーマ                                                                                          |
| 教えて                       | TBS系「M-Navi」EDテーマ                                                                                                |
| NAKED                        | ANB系「ラ・ラ☆Kiss」EDテーマ                                                                                           |
| GOLD VIBRATION               | ANB系「ウィークエンドライブ 週刊地球TV」OPテーマ                                                                       |
| ride on love.                | ダイハツ「ムーヴ」CMソング                                                                                             |
| Believe,                     | ダイハツ「ムーヴエアロダウンカスタム」CMソング                                                                         |
| Super Goddess                | TX系「たけしの誰でもピカソ」EDテーマ                                                                                   |
| 哀しませたyesterday          | Vシネマ「湾岸ミッドナイト リターン」EDテーマ                                                                           |
| SILENT MOON                  | TX系アニメ「Get Ride! アムドライバー」OPテーマ                                                                         |
| Eternal Sky                  | 舞台「銀河英雄伝説外伝 オーベルシュタイン篇」テーマ曲                                                                  |
| Wish in the Dark             | テレビ朝日系ドラマ「仮面ライダーエグゼイド」イメージソング                                                             |
| Justice                      | テレビ朝日系ドラマ「仮面ライダーエグゼイド」イメージソング                                                             |
| Believer                     | Vシネクスト「仮面ライダーエグゼイド トリロジー アナザー・エンディング 仮面ライダーゲンムVS仮面ライダーレーザー」主題歌 |
| Game Changer                 | 東映特撮ファンクラブオリジナルドラマ「仮面ライダーゲンムズ -ザ・プレジデンツ-」主題歌                                  |

## 映像作品

### VHS
1. GET THE SUN 〜Cuban Touch〜（1996年1月18日）
2. Walls 〜British Sight〜（1997年11月7日）

### DVD
1. BEST CLIPS（2005年6月29日）

## 出演

### テレビドラマ
- Fallen Angel 第2話、第6話 - 最終話（2012年1月29日、3月4日 - 25日、BS朝日） - 西崎誠司 役[5]
- 仮面ライダーエグゼイド 第12話、第21話、第32話 - 最終話（2016年12月25日、2017年3月5日、5月21日 - 8月27日、テレビ朝日） - 檀正宗 / 仮面ライダークロノス 役

### 映画
- マリンバアンサンブル（2005年6月25日、KAERU CAFE） - 加藤幸一 役
- MAMAN ママーン（2006年1月21日、KAERU CAFE） - 綾小路 / ミクロ剣士 役

### Vシネマ
- 湾岸ミッドナイト リターン（2001年2月9日、ケンメディア） - 主演・朝倉アキオ 役
- 仮面ライダーエグゼイド トリロジー アナザー・エンディング（2018年3月28日・4月11日・4月25日、東映ビデオ、3部作） - 檀正宗 / 仮面ライダークロノス 役

### 配信ドラマ
- 仮面ライダーゲンムズ -ザ・プレジデンツ-（2021年4月11日・18日、東映特撮ファンクラブ） - 檀正宗 / 仮面ライダークロノス 役[6]

### ゲーム
- 仮面ライダーバトル ガンバライジング（2017年5月25日、アーケード） - 仮面ライダークロノス / ゲムデウスクロノス 役
- 仮面ライダー トランセンドヒーローズ（2017年5月31日、Android・iOS） - 仮面ライダークロノス 役
- 仮面ライダーバトル ガンバレジェンズ（2023年、アーケード） - 仮面ライダークロノス / ゲムデウスクロノス 役

### ラジオ
- Come on FUNKY Lips!（1996年1月 - 1997年3月、文化放送）
- LABYRINTH OF DREAMS（1996年4月 - 1998年3月、BAY-FM）
- PLANET BEAT（1998年10月 - 1999年9月、Fm yokohama）
- Knight of the Night（2005年10月 - 2007年3月、NACK5）
- SUNDAY CRUISE（2007年4月 - 2008年3月、NACK5）

### 舞台
- LOVE LETTERS（2000年）
- BOYS TIME（2000年～2001年）
- LITTLE SHOP OF HORRORS（2001年）
- LOVE LETTERS（2006年）
- クラリモンド（2006年）
- ジャック・ブレルは今日もパリに生きて歌っている（2006年）
- 動物園物語（2007年）
- LUV（2007年）
- 朗読・芝居・音楽・歌・舞による…窯変 源氏物語～夕顔～（2008年）
- 朗読・芝居・音楽・歌・舞による…窯変 源氏物語～玉鬘～（2008年）
- 朗読・芝居・音楽・歌・舞による…窯変 源氏物語～葵～（2008年）
- 極付森の石松（2008年）
- 令嬢と召使－危険な関係－（2009年）
- グッバイ、チャーリー（2009年）
- King of the Blue（2010年）
- 私の頭の中の消しゴム（2010年）
- 銀河英雄伝説 第一章 銀河帝国編（2011年）
- アンタッチャブル（2011年）
- 銀河英雄伝説外伝 オーベルシュタイン篇（2011年）
- 銀河英雄伝説 第三章 内乱（2013年）
- 私のホストちゃん（2013年）
- 銀河英雄伝説 第四章 前篇 激突前夜（2013年）
- 銀河英雄伝説 第四章 後篇 激突（2014年）
- SONG OF SOULS－慶長幻魔戦記－（2014年）
- モンティ・パイソンのSPAMALOT featuring SPAM（R）（2015年）
- 銀河英雄伝説 星々の軌跡（2015年）

### 玩具
- DX仮面ライダーエグゼイド メモリアルフィニッシュガシャットセットII（2018年3月） - 檀正宗／仮面ライダークロノス 役

## 書籍
- 1996 ARENA TOUR ARTIST BOOK GET THE SUN-ADVENTURE（1996年6月5日）
- BREAK（1997年2月26日）
- ご指名ありがとうございます（2005年9月27日）
- HIROYUKI TAKAMI FILE ARENA37℃ SCENE 1995-2006（2006年7月31日）